# Филек
Филек е сюита от пролетни игри в Странджа.
Игрите се изпълняват със или без песни по време на великите пости – тогава не се играе сключено хоро. В различните села влизат различни игри: Филек – на препусканица, Мост – на провираница, У кого е пръстенът, Калоян Ирименче, Синджир бяла Радо, ле, Елате момне, ле, Да си потропнем, Дялба, Кралю порталю и др.

## Филек – на препусканица
В тази игра водачката кривуличи веригата от моми и момци, заловени на пояс, подобно на буенец. Двата края се свиват поредно в спирала. Която водачка остане извън спиралата, започва да припява годениците (главениците).
Също така се нарича и въртяна игра. При нея девойка застава като стожер и държи с две ръце ляваъта ръка на следващата девойка. Останалите се хващат на пояс. Веригата се върти срещуположно на часовниковата стрелка, докато играчите в центъра стъпват бавно, то в средата подтичват, а в края тичат. След време веригата се къса и някои от участниците падат. Песните са припевки в хороводен ритъм.

## Мост – на провираница
В тази игра момци и девойки се нареждат по двойки един зад друг, образувайки мост. С високо вдигнати ръце държат краищата на вейка или кърпа. Под съпровода на песен девойките се провират с нормален ход под моста. Придвижват се със стотици метри по права или крива линия.